# Horikawa Tennō
Horikawa Tennō (堀河天皇?) (8 de agosto de 1079-9 de agosto de 1107) fue el 73.er emperador de Japón, según el orden tradicional de sucesión. Reinó entre los años 1087 y 1107. Antes de ser ascendido al Trono de Crisantemo, su nombre personal (imina) era Príncipe Imperial Taruhito (善仁親王 Taruhito-shinnō?). También era conocido como Príncipe Imperial Yoshihito.

## Genealogía
El Emperador Horikawa fue hijo del Shirakawa Tennō. Su madre fue Fujiwara no Kenshi (藤原賢子), hija adoptiva de Fujiwara no Morozane.

### Hijos
- Princesa Imperial  ?? (悰子内親王) (1099-1162)
- Príncipe Imperial Munehito (宗仁親王, futuro Emperador Toba) (1103-1156). Fue adoptado por el padre del Emperador Horikawa, el Emperador Shirakawa, tras la muerte de la madre de Munehito.
- Kangyō (寛暁) (1103-1159) (Sumo sacerdote)
- Príncipe Imperial y Monje ?? (最雲法親王) (1105-1162) (monje budista y líder de la secta Tendaishū)
- Princesa Imperial Kishi (喜子内親王)
- Princesa Imperial Natsuko (懐子内親王)

### Emperatrices y consortes
- Emperatriz (Chūgū): Princesa Imperial Atsuko (篤子内親王) (1060-1114). Cuarta hija del Emperador Go-Sanjō y tía del Emperador Horikawa.
- Emperatriz (Kōgō): Fujiwara ?? (藤原苡子) (1076-1103)
- Dama de honor: Minamoto ?? (源仁子) (¿?-1126). Hija del Príncipe ?? (康資王)
- Dama de honor: Fujiwara ?? (藤原宗子) (¿?-1129). Hija de Fujiwara no Takamune (藤原隆宗), esposa de Fujiwara no Ieyasu (藤原家保).
- Hija de Fujiwara no ?? (藤原時経)

## Biografía
Fue nombrado príncipe heredero y nombrado emperador en el mismo día que su padre, el Emperador Shirakawa, abdicara a su favor. Asumió el trono a la edad de 7 años y fue nombrado como Emperador Horikawa.
Su padre asumiría el mandato del reino como Emperador Enclaustrado, mientras que Fujiwara no Morozane actuaría como regente (sesshō). Su reinado estaría involucrado con la enseñanza escolar, el tanka y la música.
Moriría repentinamente en el trono a la edad de 29 años, en 1107 y fue sucedido por su hijo, el Emperador Toba. Fue enterrado en las “Siete Tumbas Imperiales” en Ryōan-ji, Kioto. El túmulo dedicado al Emperador Horikawa se conoce como Kinugasa-yama; y la tumba fue hecha a través de una restauración de los sepulcros imperiales a finales del siglo XIX por el Emperador Meiji.

## Kugyō
Kugyō (公卿) es el término colectivo para los personajes más poderosos y directamente ligados al servicio del emperador del Japón anterior a la restauración Meiji. Eran cortesanos hereditarios cuya experiencia y prestigio les había llevado a lo más alto del escalafón cortesano.
- Sesshō:
- Daijō Daijin:
- Sadaijin:
- Udaijin:
- Udaijin:
- Nadaijin:
- Dainagon:

## Eras
- Ōtoku (1084-1087)
- Kanji (1087-1094)
- Kahō (1094-1096)
- Eichō (1096-1097)
- Jōtoku (1097-1099)
- Kōwa (1099-1104)
- Chōji (1104-1106)
- Kajō (1106-1108)

## Sucesión
| Predecesor: Shirakawa Tennō | Emperador de Japón 1087-1107 | Sucesor: Toba Tennō |

- Datos: Q464267
- Multimedia: Emperor Horikawa / Q464267